# Gustaf Wernersson Cronquist

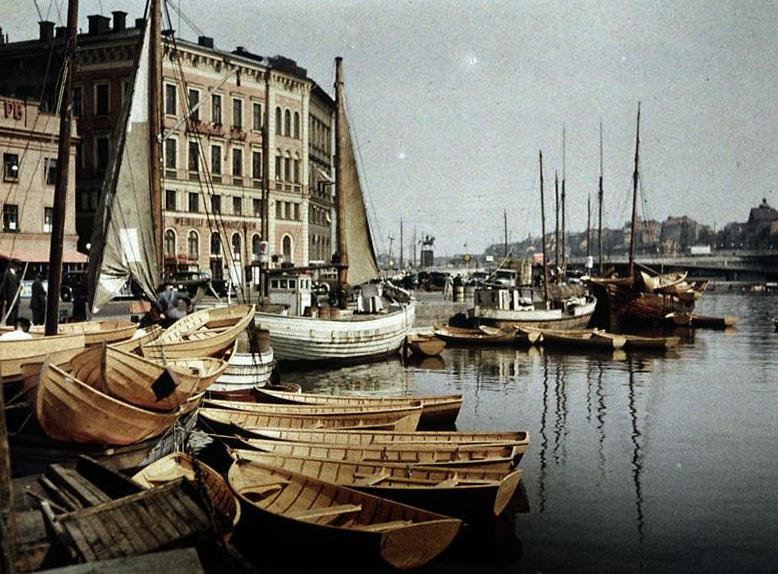
Lodě v Mälartorget, Stockholm, 1938

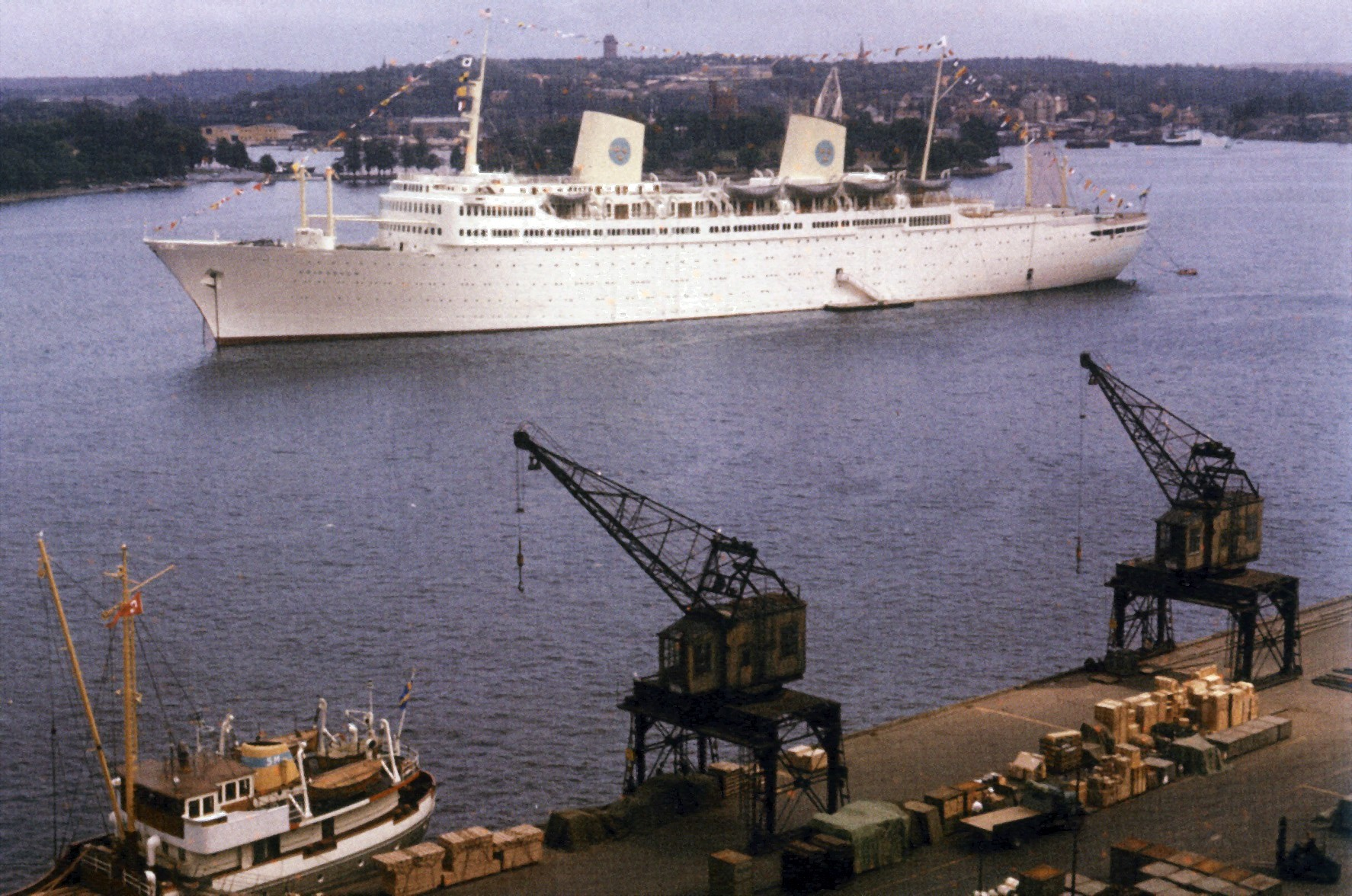
MS Gripsholm, Stadsgården, 1958

Gustaf Wernersson Cronquist (8. září 1878, Stockholm – 16. července 1967, tamtéž) byl švédský amatérský fotograf, který se proslavil svými početnými barevnými stockholmskými snímky. Byl synem chemika Wernera Cronquista.

## Životopis
Gustaf Wernersson Cronquist absolvoval v roce 1900 Královský technologický institut ve Stockholmu. Byl chemikem v továrně na zpracování rudy Norrbotten na Svartönu 1900–1901, asistent a technický manažer v cihelnách Billesholm-Bjuvs AB v Bjuv 1901–1902, inženýr v cementárně v Klagshamnu 1902–1903, hlavní chemik ve společnosti Rhenania AG v Bendorfu 1903–1904, inženýr keramických továren Hylling 1905–1912, zakladatel a tajemník a konzultant Švédské asociace cihelného průmyslu 1907–1914, hlavní inženýr AB Raméns Patenter v Helsingborgu 1915–1920, informační manažer v Höganäs-Billesholms AB 1920–1927 a vedoucí sekce v reklamní agentuře Gumælius 1927–1944. Byl vydavatelem a redaktorem časopisu Tegel 1911–1917.
Cronquistovou velkou vášní bylo fotografování. Už v patnácti letech začal fotografovat podomácku vyrobenou kamerou. O barevnou fotografii se začal zajímat již v raném věku, kde mu přišlo vhod jeho vzdělání chemika. První barevné snímky pořídil již v roce 1908 na autochromových deskách. V roce 1927 vydal malou knihu pojednávající o „Barvě na panoramatech města“, kde upozornil na význam barev v městském prostředí. V jeho motivech se často objevují fasádní a sádrové studie v barvách a nově postavených budovách, ale především mnoho každodenních situací jak ve Stockholmu, tak i ve zbytku země. Ze své domoviny Stadsgårdenu ve Stockholmu, pořídil mnoho nádherných fotografií Slussen, Starého města a Saltsjön. Rád se vracel na stejná místa, aby dokumentoval změny ročních období.
Nakonec Cronquist přešel na barevné autochromové desky Agfa, a na konci 30. let začal fotografovat na Kodak – barevné diapozitivy ve formátu Kodachrome, kterou objednal přímo ze Spojených států. Tento přechod je také vidět na Cronquistových obrazech a stávají se tak dokumentem technologického pokroku v barevné fotografii ve 20. století. Snímky měly jasné zrno a vyžadovaly dlouhou expoziční dobu, což často vedlo k určitému rozmazání pohybu lidí a vozidel. Nový diapozitiv, který společnost Kodak uvedla na trh v roce 1935, připravil cestu pro amatérské fotografování v barvě. Mělo vysoké rozlišení, bylo rychlé a hlavně levné. Ale měkké, syté barvy se svým zrnem, které působily uměleckým dojmem, nové filmy neměly.
Cronquist se také věnoval fotografování obecně. V roce 1914 se ve fotografickém časopise zeptal: Vart taga de goda negativen vägen? (Kam kráčejí ty dobré negativy?) V tomto článku vyzývá k využití fotografických negativů, které pořídili amatérští fotografové po celé zemi. Upozornil na kulturněhistorické hodnoty fotografie a na to, že „mohou potomkům poskytnout dostatek bohatých informací o naší době… nejradikálnější by samozřejmě bylo, aby se staly majetkem v katastru nemovitostí, který měl být zařazen a fotografické negativy archivovány...“ Pokud by se přeživší nechtěli o sbírku negativů starat, dědictví by spravovala vědecká instituce.
Cronquist byl také jedním z prvních redaktorů časopisu FOFO, který vyšel v roce 1939 v prvním vydáním s Lennartem Bernadottem jako šéfredaktorem. O svém spolupracovníkovi Cronquistovi časopis mimo jiné napsal: „jeden z předních znalců naší země v oblasti barevné fotografie...„
Postupem času měl Cronquist jeden z největších evropských soukromých archivů barevných snímků s více než 50 000 kusů, z nichž asi 5 procent je dnes (2020) ve sbírkách Stockholmského městského muzea. Jako fotograf byl aktivní až do 85. let a zanechal po sobě od počátku 20. století do roku 1963 jedinečný barevný fotografický materiál.

## Galerie
Některé příklady obrázků z produkce Cronquist, které ilustrují vývoj barevného filmu na stále lepší rozlišení.

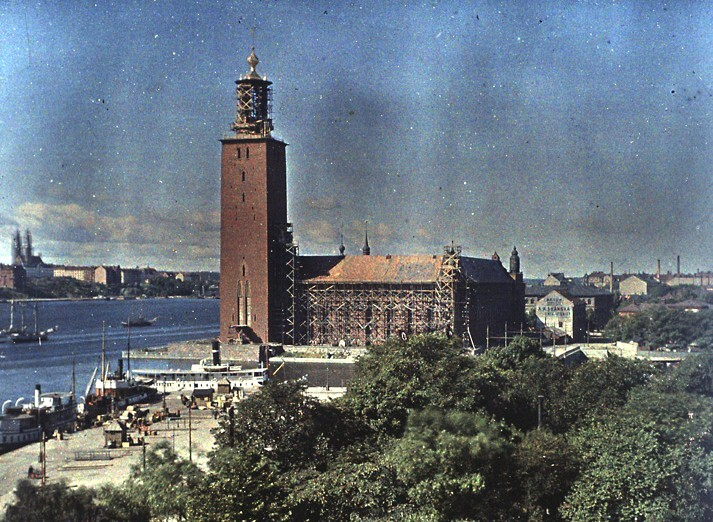
Stockholmská radnice, 1921, autochromová deska
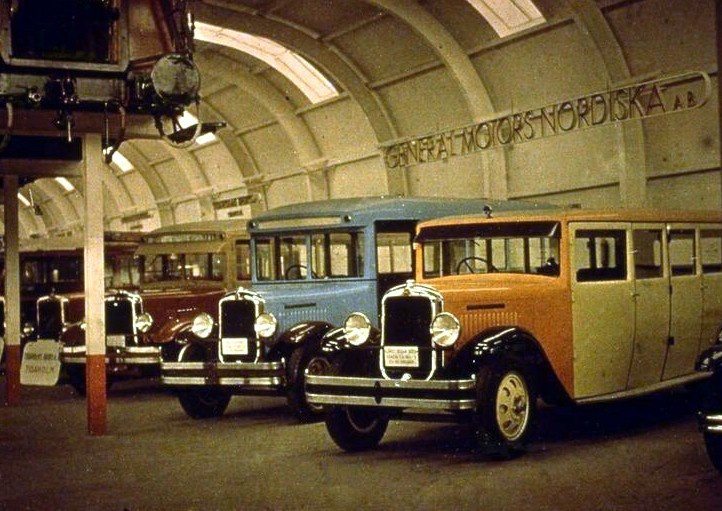
Stockholmská výstava, 1930, autochromový film
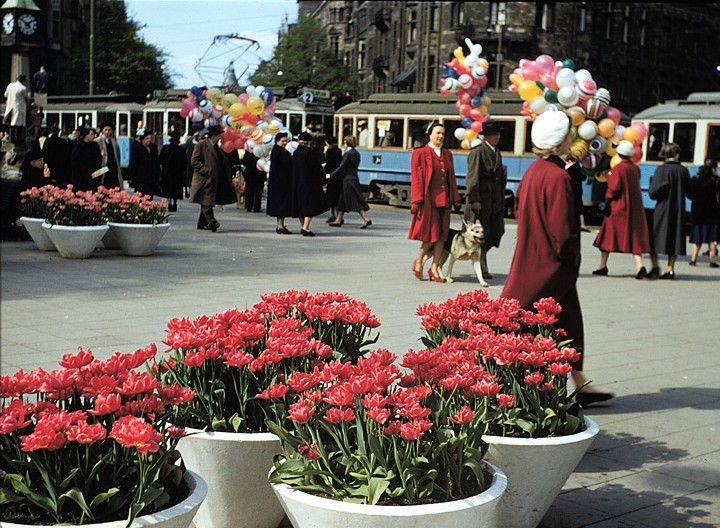
Nybroplan ve Stockholmu, 1953, Kodachromefilm
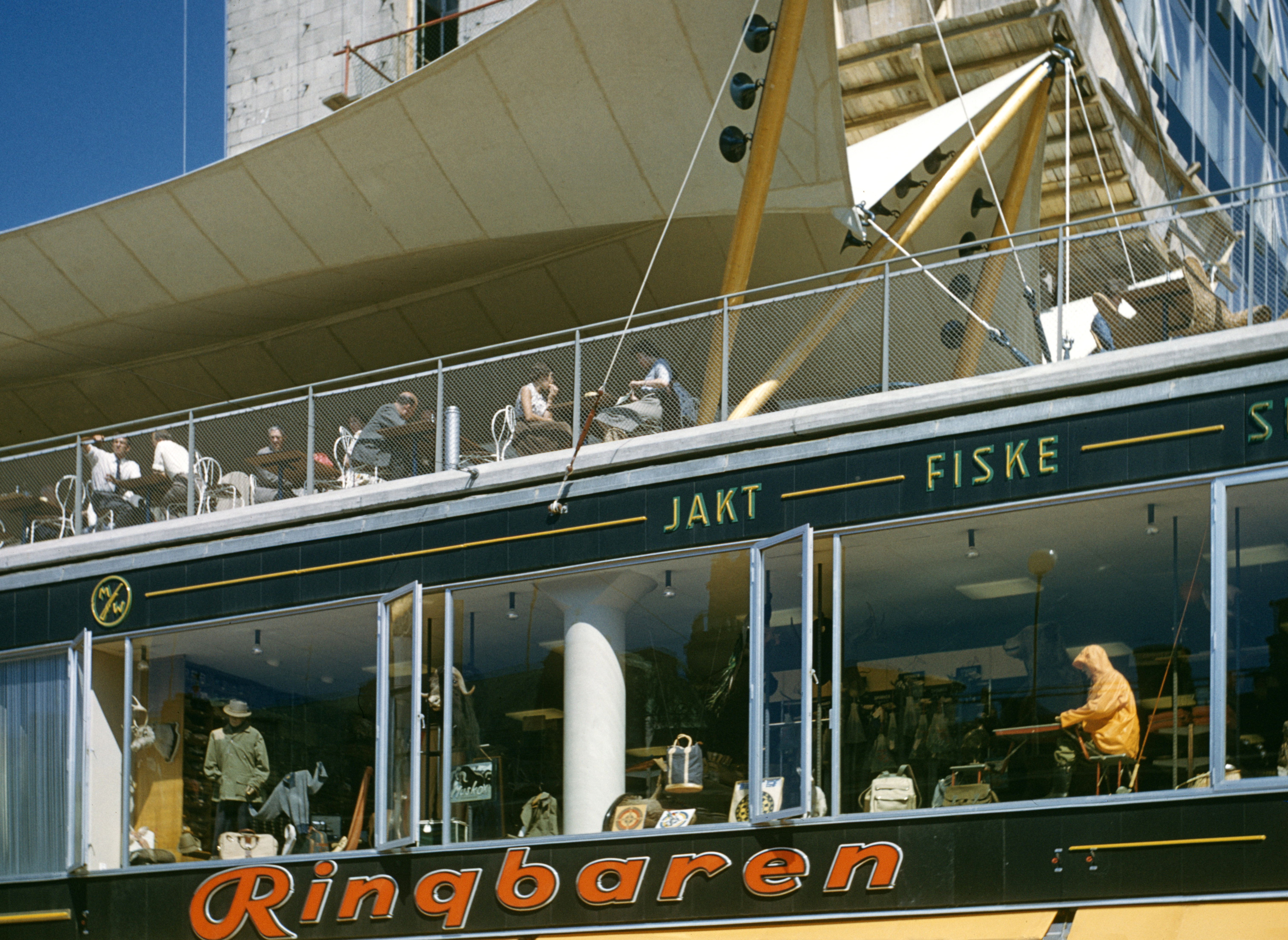
Hötorgscity ve Stockholmu, 1959, diapozitiv Kodachrome
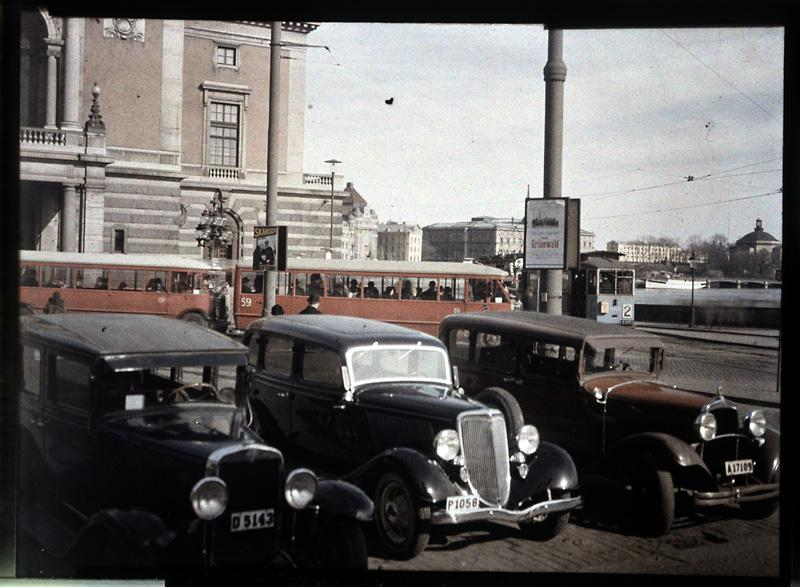
Stockholm
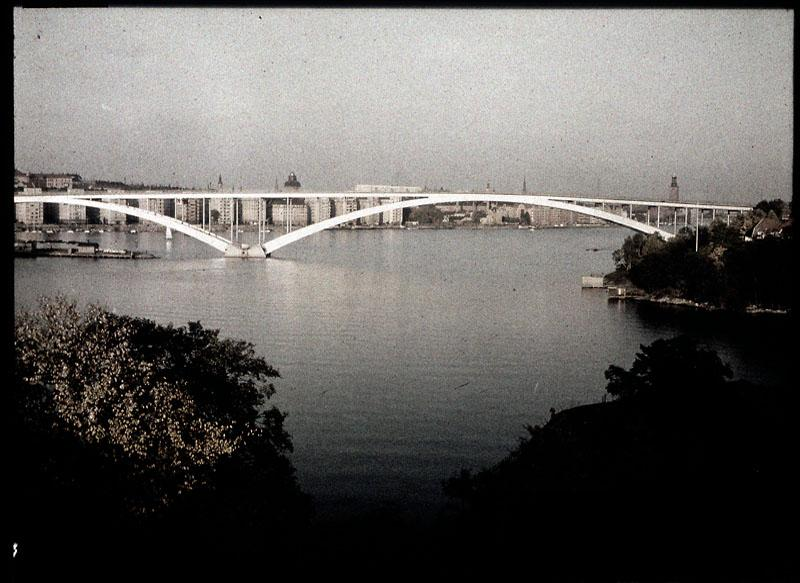
Stockholm
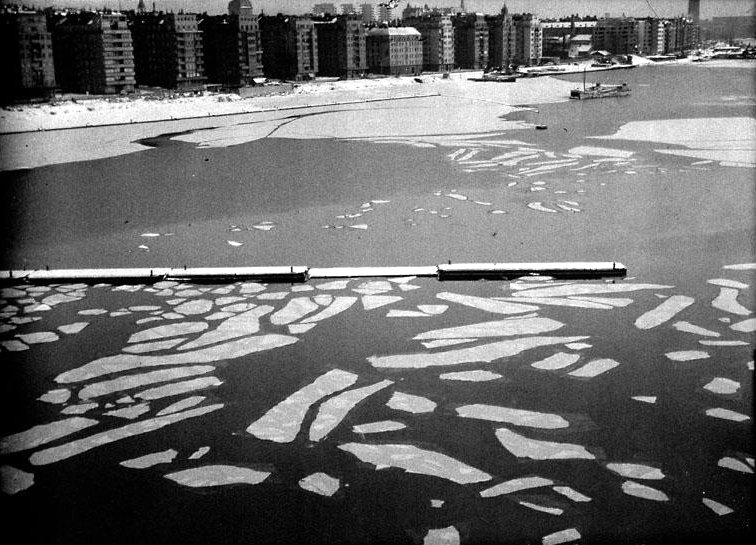
Stockholm
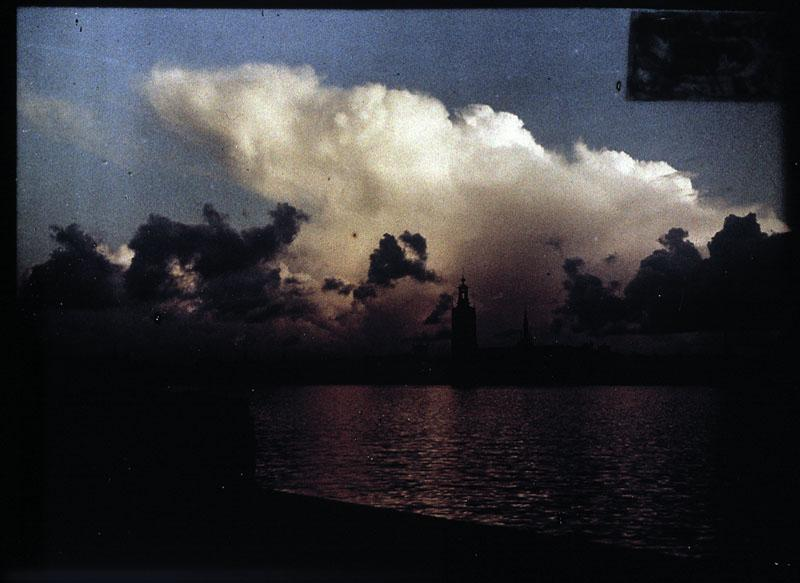
Stockholm
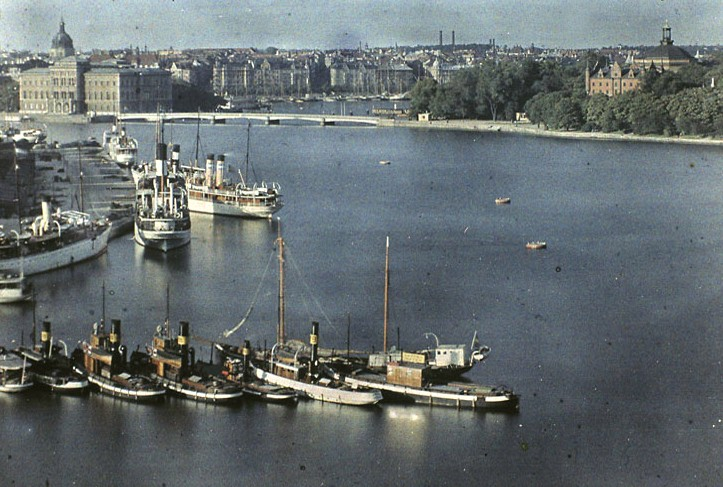
Skeppsbron, 1928
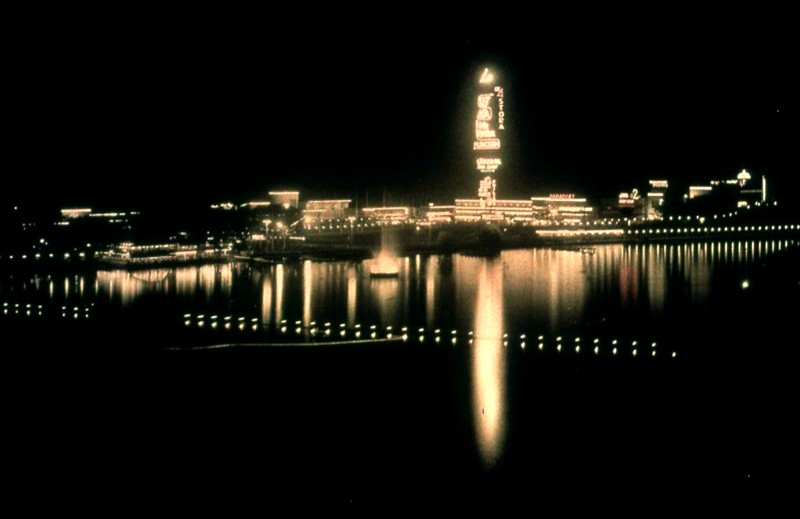
Stockh, 1930
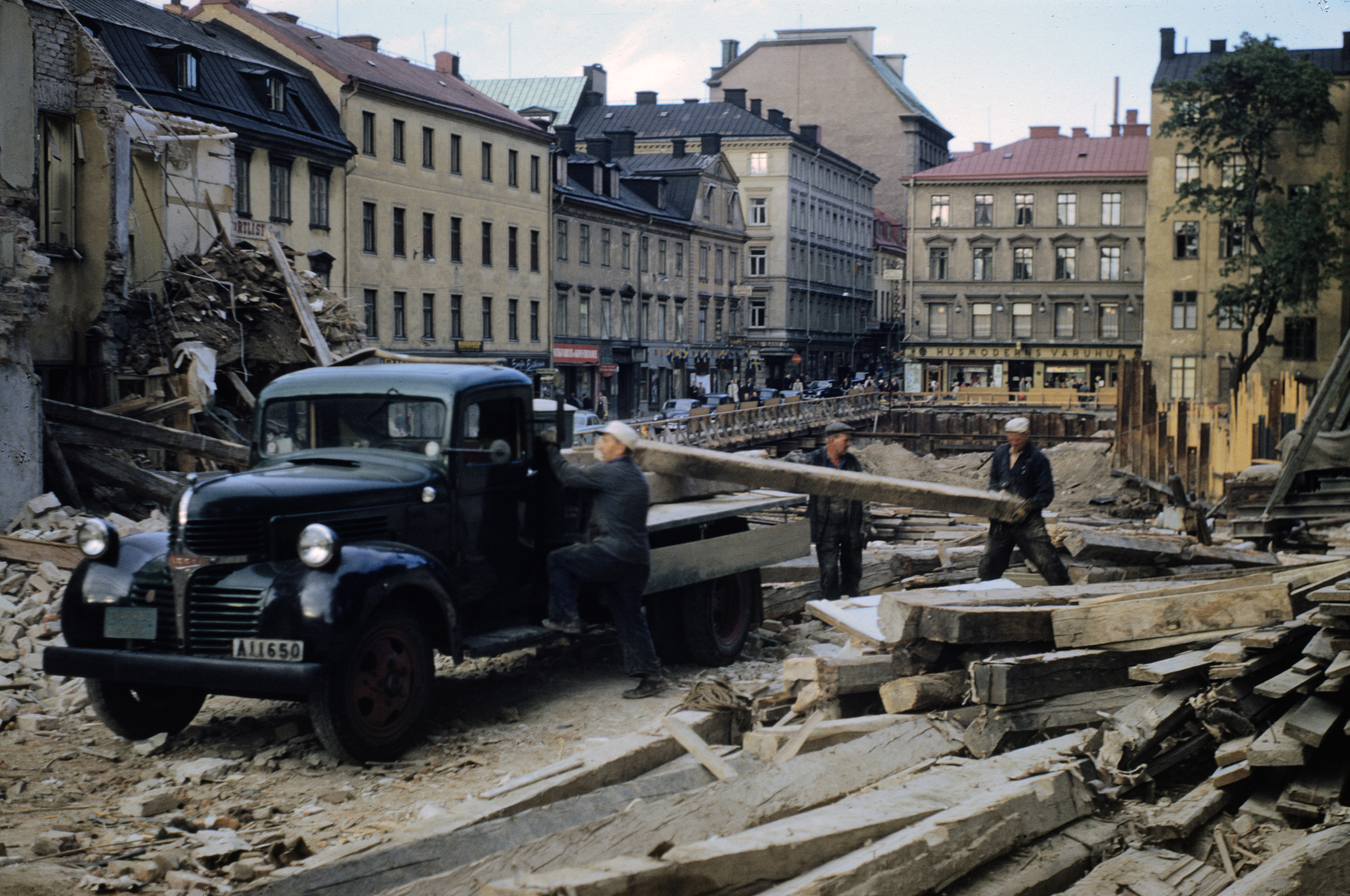
Klarabergsgatan österut, 1953
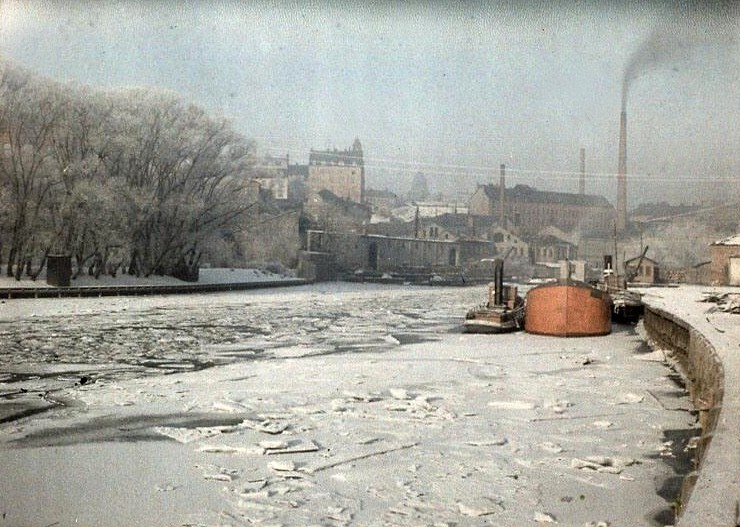
Stockholm